# Evgen Bergant (novinar)
Evgen Bergant - Kuki, slovenski novinar, urednik, publicist in športni delavec, * 12. januar 1934, Maribor, † 24. julij 2004, Ljubljana.
Evgen Bergant je leta 1952 končal gimnazijo v Mariboru. Po končni gimnaziji se je posvetil novinarstvu in bil zaposlen pri več časopisih (Polet, Ljubljanski dnevnik) ter od 1955 dalje pri Slovenskem poročevalcu in kasneje njegovem nasledniku Delu, kjer je bil od 1965 dalje urednik športne rubrike. Bil je aktiven v raznih športnih organizacijah in združenjih, med drugim pa je bil tudi predsednik Društva športnih novinatjev Slovenije in Jugoslavije.
Bergant je kot urednik in soavtor sodeloval pri vrsti športnih publikacij: Zlato naše (1970), Leksikon športnih panog (1972), Das Grosse Buch vom Ski (Hamburg, 1981), Die Fussballweltgecshichte (Munchen, 1974), Olimpijske steze (1983). 
Leta 1986 je za dolgoletno delo v športu, športnem novinarstvu in publicistični dejavnosti prejel Bloudkovo nagrado.
Bil je tudi pobudnik akcije Podarim-Dobim.